# Rivière Saint-Joseph
Rivière Saint-Joseph är ett vattendrag i Kanada.   Det ligger i provinsen Québec, i den sydöstra delen av landet, 210 km öster om huvudstaden Ottawa.
I omgivningarna runt Rivière Saint-Joseph växer i huvudsak blandskog. Runt Rivière Saint-Joseph är det ganska glesbefolkat, med 35 invånare per kvadratkilometer.